# 112 Dywizja Piechoty (III Rzesza)
112 Dywizja Piechoty (niem. 112. Infanterie-Division) – niemiecka dywizja z czasów II wojny światowej, sformowana na mocy rozkazu z 10 grudnia 1940, w 12. fali mobilizacyjnej na poligonie Baumholder w XII Okręgu Wojskowym.

## Struktura organizacyjna
- Struktura organizacyjna w grudniu 1940:

110., 256. i 258. pułk piechoty, 86. pułk artylerii, 112. batalion pionierów, 112. oddział rozpoznawczy, 112. oddział przeciwpancerny, 112. oddział łączności, 112. polowy batalion zapasowy

## Dowódcy dywizji
- Generalleutnant Friedrich Mieth 10 XII 1940 – 10 XI 1942
- Generalmajor Albert Newiger 10 XI 1942 – 20 VI 1943
- General Rolf Wuthmann 20 VI 1943 – 3 IX 1943
- Generalleutnant Theobald Lieb 3 IX 1943 – 2 XI 1943